# Dipartimento di San Cristóbal
San Cristóbal è un dipartimento argentino, situato nella parte centro-occidentale della provincia di Santa Fe, con capoluogo San Cristóbal.
Esso confina a nord con i dipartimenti di Nueve de Julio e Vera; a est con quello di San Justo; a sud con i dipartimenti di Las Colonias e Castellanos; a ovest con le province de Santiago del Estero e di Córdoba.
Secondo il censimento del 2001, su un territorio di 14850 km², la popolazione ammontava a 64 935 abitanti, con un aumento demografico del 2,50% rispetto al censimento del 1991.
Il dipartimento, nel 2001, era suddiviso in 32 distretti (distritos), con questi municipi (municipios) o comuni (comunas):
- Aguará Grande
- Ambrosetti
- Arrufó
- Capivara
- Ceres
- Colonia Ana
- Colonia Bossi
- Colonia Clara
- Colonia Dos Rosas y La Legua
- Colonia Rosa
- Constanza
- Curupaity
- Hersilia
- Huanqueros
- La Cabral
- La Lucila
- La Rubia (Santa Fe)
- Las Avispas
- Las Palmeras
- Moisés Ville
- Monigotes
- Monte Oscuridad
- Ñanducita
- Palacios (Santa Fe)
- Portugalete
- San Cristóbal
- San Guillermo
- Santurce
- Soledad
- Suardi
- Villa Saralegui
- Villa Trinidad